# Gillian Anderson

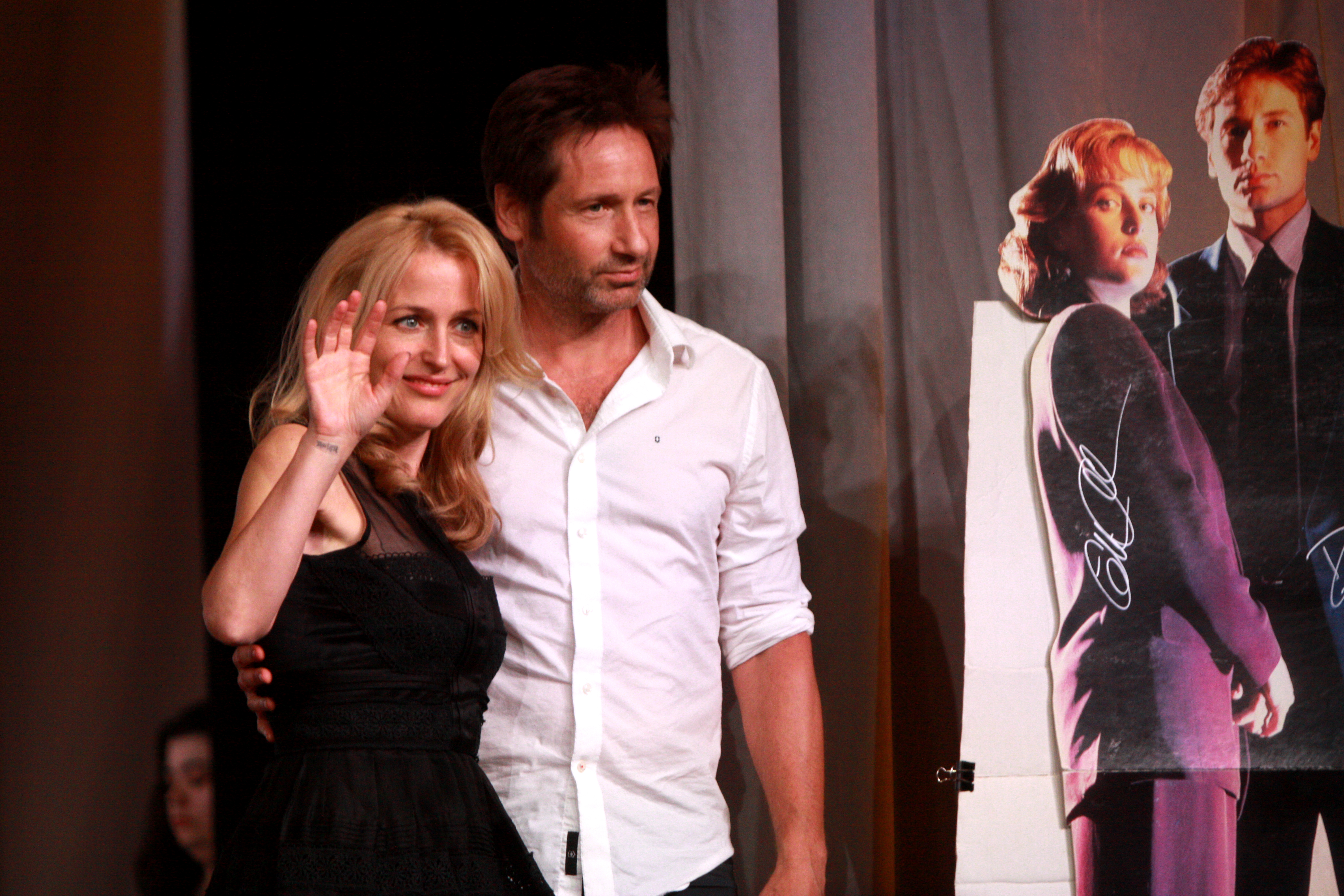
W 2013 roku z Davidem Duchovnym, przy swoich podobiznach z 1993

Gillian Leigh Anderson (ur. 9 sierpnia 1968 w Chicago) – amerykańska aktorka filmowa, telewizyjna i teatralna, także reżyserka, aktywistka i autorka powieści. Znana głównie z ról agentki FBI Dany Scully w serialu Z Archiwum X (The X-Files), nadinspektorki policji Stelli Gibson w serialu Upadek (The Fall), seksuolożki Jean Milburn w serialu Sex Education oraz premier Wielkiej Brytanii Margaret Thatcher w serialu The Crown.

## Życiorys
Studiowała w Goodman Theater School w DePaul University w Chicago. Gdy przeniosła się do Nowego Jorku, występowała początkowo w teatrze, m.in. w spektaklu The Philanthropist Christophera Hamptona. Za rolę w Absent Friends Alana Ayckborne’a otrzymała Theater World Award. W 1993 roku zyskała międzynarodową popularność jako agentka FBI Dana Scully w serialu Z Archiwum X (The X-Files). Wielokrotnie nominowana do wielu prestiżowych nagród, otrzymała m.in., 2 Złote Globy, 2 nagrody Emmy i 4 Screen Actors Guild Awards. W roku 2000 mówiło się o jej kandydaturze do nominacji do Oscara 2001 za rolę w Świecie zabawy (The House Of Mirth).
W październiku 2014 roku ukazała się jej debiutancka powieść Saga końca ziemi, tom 1: Nadchodzi ogień (A Vision of Fire), napisana wspólnie z Jeffem Rovinem. W grudniu 2015 wydana została jej kontynuacja, zatytułowana A Dream of Ice, a we wrześniu 2016 część trzecia The Sound of Seas.

## Życie prywatne
Dwukrotnie zamężna – w 1994 roku poślubiła Clyde’a Klotza. Kilka miesięcy po ślubie okazało się, że jest w ciąży. Twórca Z Archiwum X; Chris Carter, wymyślił historię porwania przez kosmitów, która pozwoliła Anderson nie grać podczas widocznej już ciąży, porodu i dziesięciodniowego urlopu macierzyńskiego. Córka, Piper Maru (stąd nazwa jednego z odcinków serialu – „Piper Maru”) urodziła się w 1994 roku. Carter jest jej ojcem chrzestnym.
W grudniu 2004 roku Anderson ponownie wyszła za mąż za Juliana Ozanne’a. Po 16 miesiącach para ogłosiła separację. W 2006 Anderson urodziła syna Oscara, będącego owocem jej nieformalnego związku z Markiem Griffithsem. Blisko dwa lata później, w 2008 roku, przyszedł na świat ich drugi syn – Felix. Para rozstała się w 2012 roku.

## Filmografia

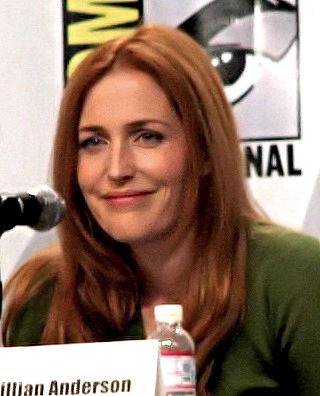
W 2008 roku, na konwencji SF; WonderCon

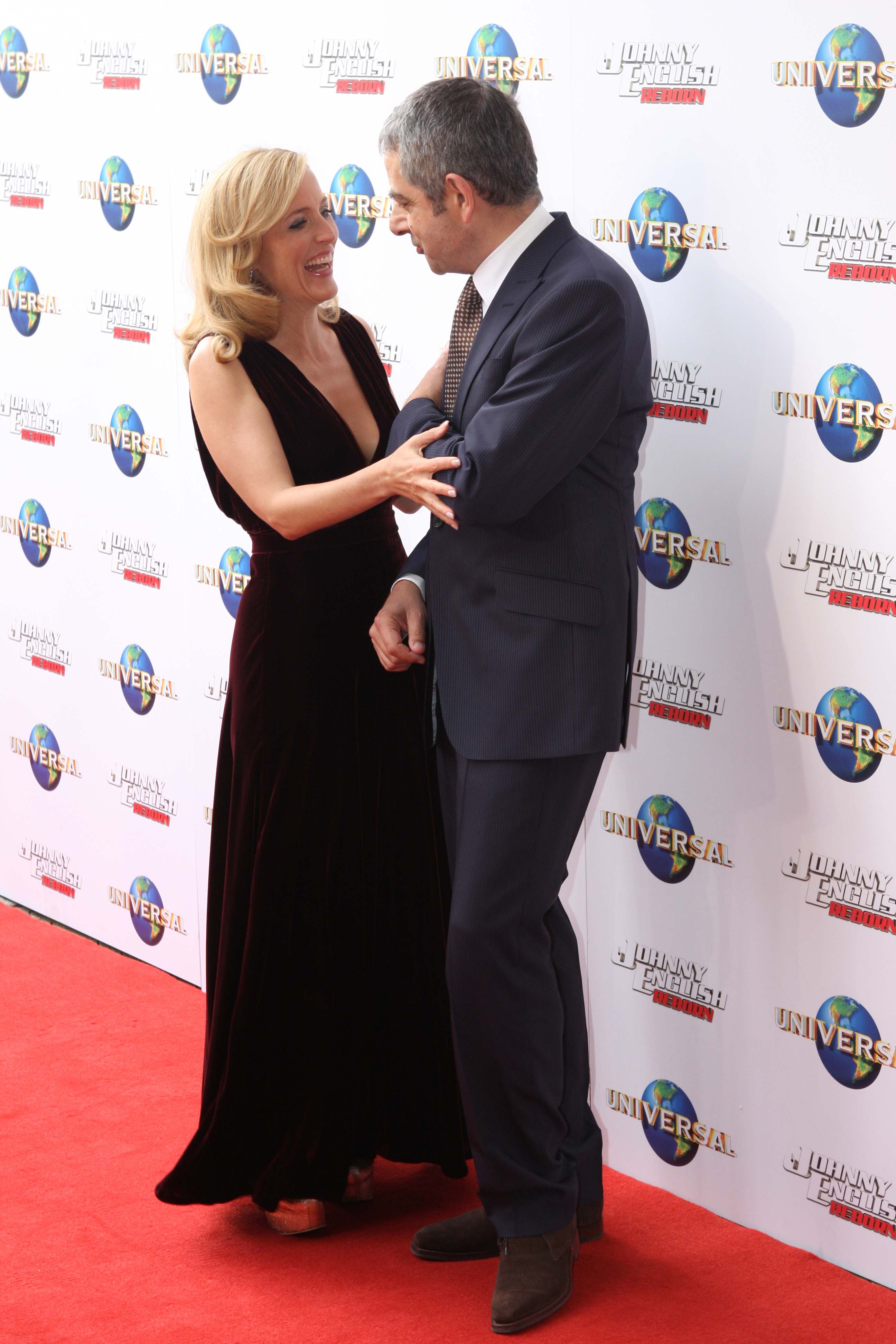
W 2011 roku, z Rowanem Atkinsonem, na premierze filmu „Johnny English”

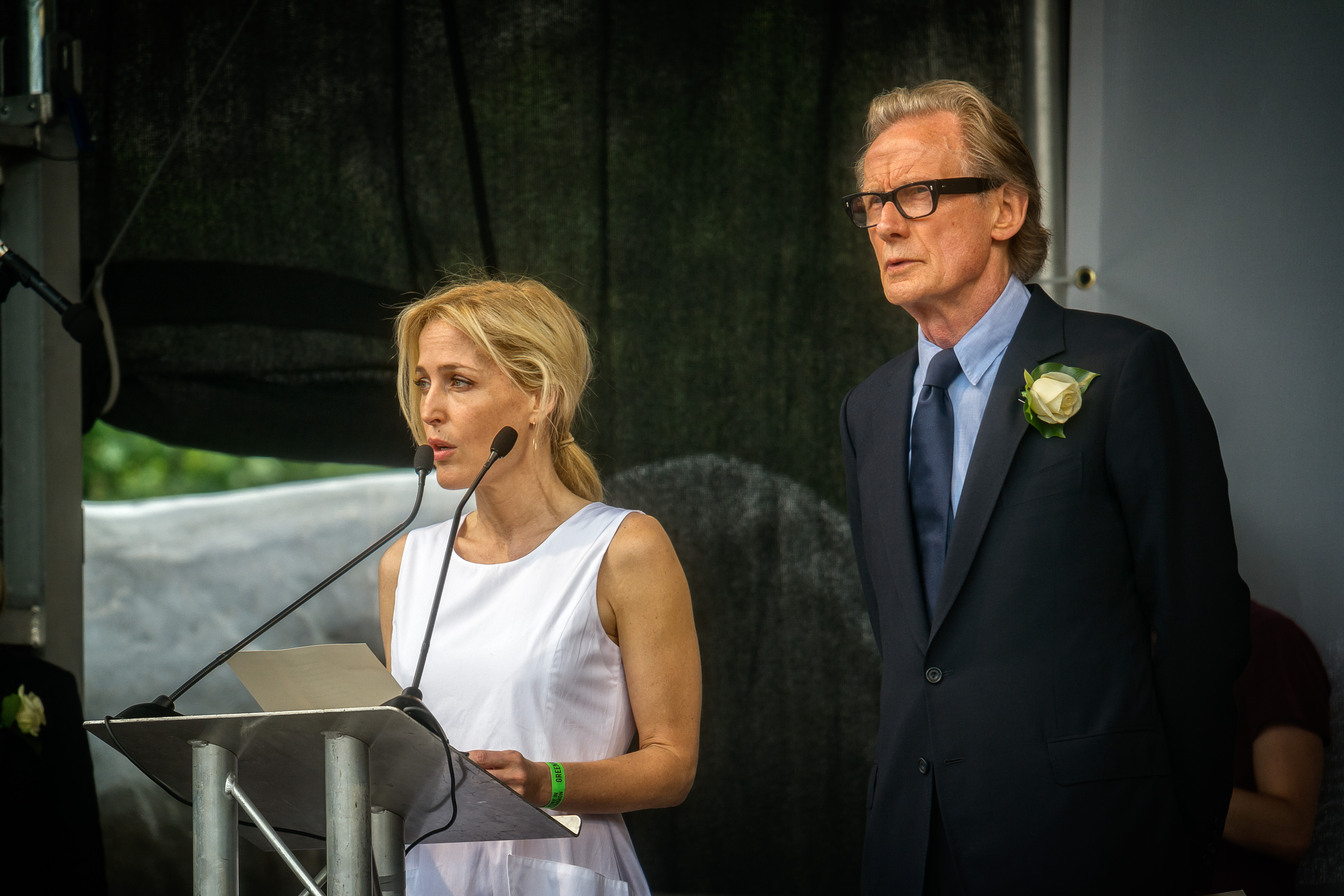
W 2016 roku, z Billem Nighy’em, na urodzinowym memoriale ku czci zmarłej polityk Jo Cox

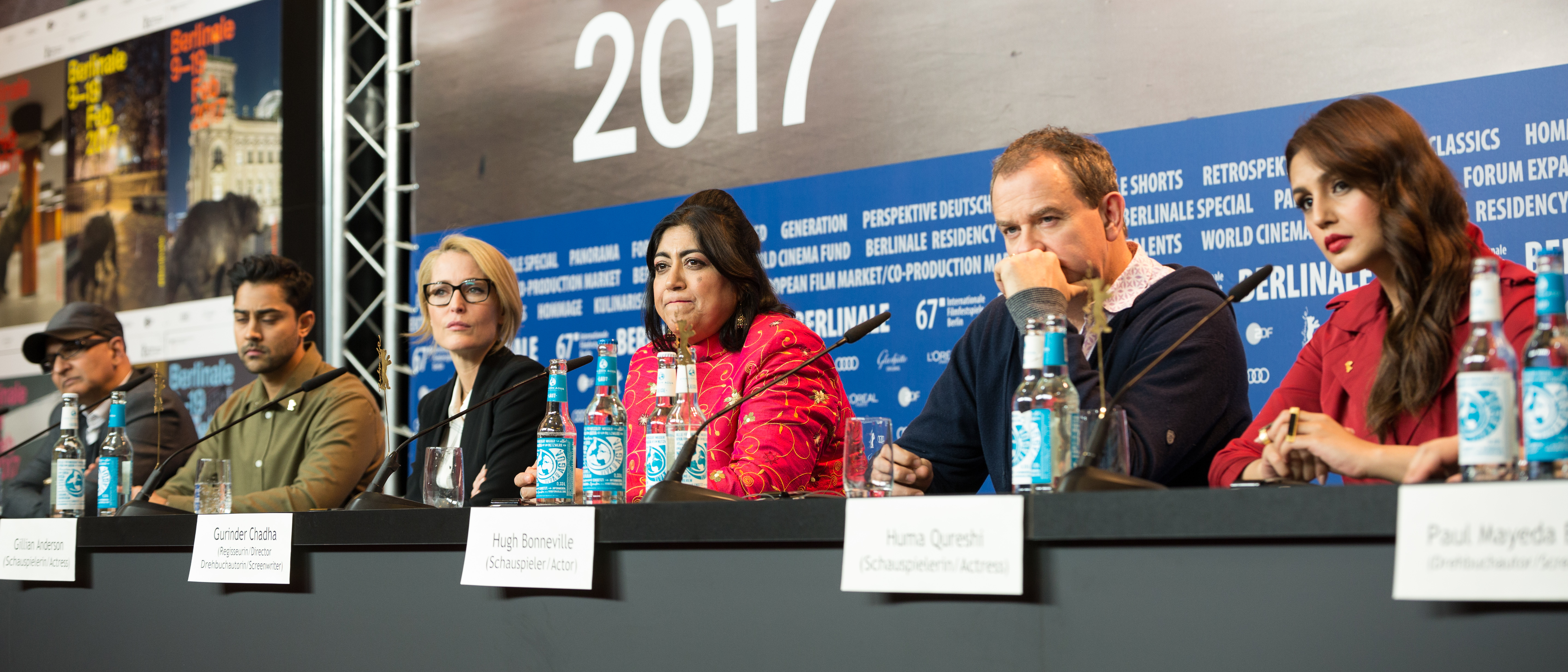
W 2017 roku, na Festiwalu Filmowym w Berlinie, podczas promocji filmu „Viceroy’s House”

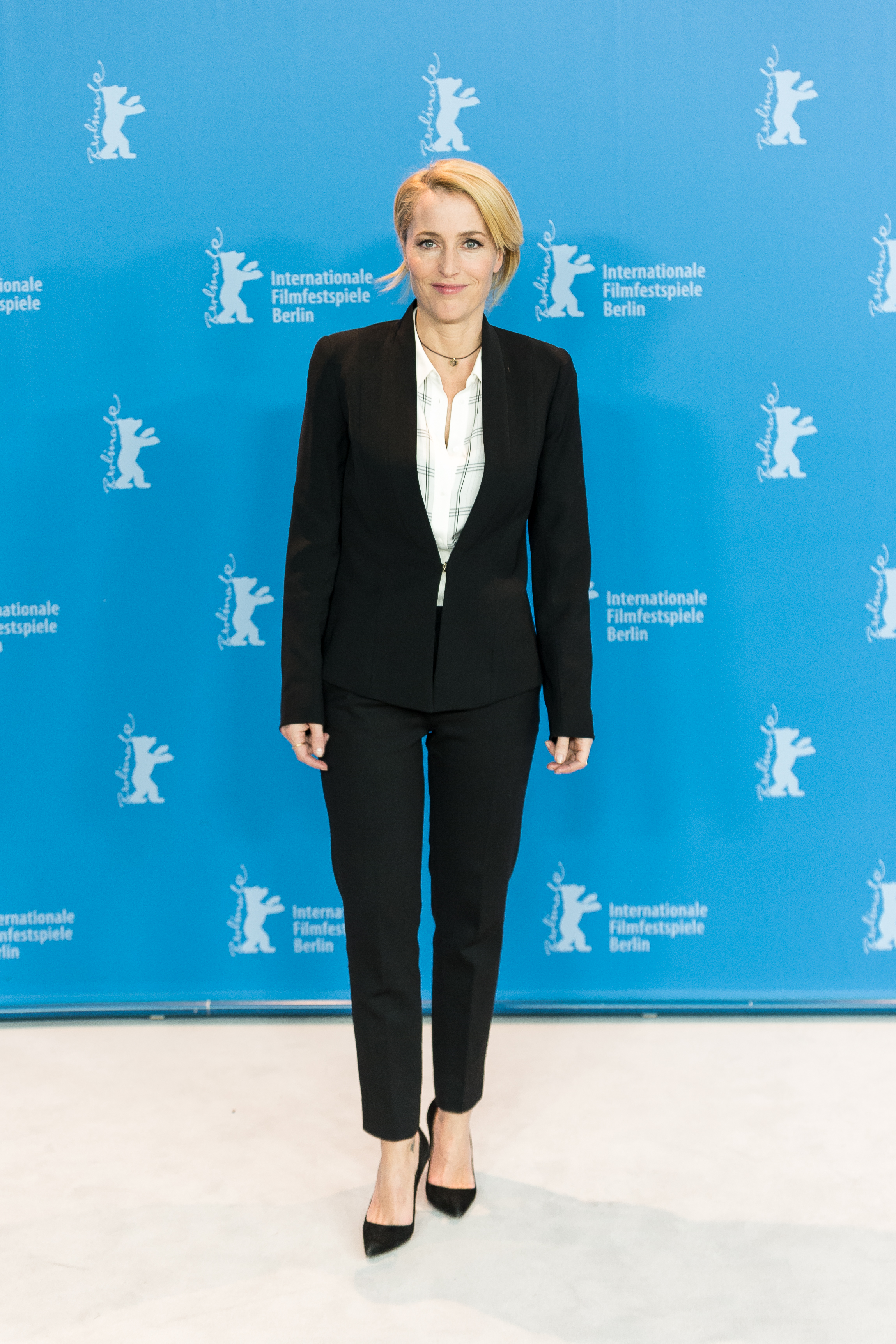
W 2017 roku, na Festiwalu Filmowym w Berlinie

### Aktorka
Filmy kinowe i telewizyjne
- 1986: Three at Once (film krótkometrażowy) jako kobieta na przyjęciu
- 1988: A Matter of Choice (film krótkometrażowy) jako kobieta w ciąży
- 1992: The Turning jako April Cavanaugh
- 1997: Księżniczka Mononoke (Princess Mononoke, głos w wersji angielskiej) jako Moro
- 1997: Diabelna taksówka (Chicago Cab) jako dziewczyna
- 1998: Z Archiwum X: Pokonać przyszłość (The X Files Movie: Fight the Future) jako agentka Dana Scully
- 1998: Potęga przyjaźni (The Mighty) jako Loretta Lee
- 1998: Gra w serca (Playing by Heart) jako Meredith
- 2000: Świat zabawy (The House of Mirth) jako Lily Bart
- 2005: Waleczny Celt (The Mighty Celt) jako Kate
- 2005: Tristram Shandy: Wielka bujda (A Cock and Bull Story) jako wdowa Wadman
- 2006: Ostatni król Szkocji (The Last King of Scotland) jako Sarah Merrit
- 2007: W odwecie (Straightheads) jako Alice
- 2007: Robbie the Reindeer in Close Encounters of the Herd Kind (TV, krótkomerażowy, głos) jako królowa Vorkana
- 2008: Z Archiwum X: Chcę wierzyć (The X-Files: I Want to Believe) jako dr Dana Scully
- 2008: Jak stracić przyjaciół i zrazić do siebie ludzi (How to Lose Friends & Alienate People) jako Eleanor Johnson
- 2009: Boogie Woogie jako Jean Maclestone
- 2010: 10:10 No Pressure (krótkomerażowy) jako Gillian Anderson
- 2011: Makowe wzgórze (From Up On Poppy Hill, głos w wersji angielskiej) jako Miki Hokuto
- 2011: Johnny English Reaktywacja (Johnny English Reborn) jako agentka Pamela ‘Pegasus’ Thornton
- 2012: Kryptonim: Shadow Dancer (Shadow Dancer) jako Kate Fletcher
- 2012: Twoja siostra (L’enfant d’en haut) jako Kristin Jansen
- 2012: Room on the Broom (TV, krótkomerażowy, głos) jako czarownica
- 2013: Ostatnia miłość pana Morgana (Mr. Morgan’s Last Love) jako Karen Morgan
- 2013: I’ll Follow You Down jako Marika
- 2014: Imperium robotów: Bunt człowieka (Robot Overlords) jako Kate
- 2014: National Theatre Live: A Streetcar Named Desire jako Blanche DuBois
- 2014: The Departure (krótkometrażowy) jako Blanche DuBois
- 2017: Pałac wicekróla (Viceroy’s House) jako lady Edwina Mountbatten
- 2017: Dom zbrodni (Crooked House) jako Magda Leonides
- 2018: Szpieg, który mnie rzucił (The Spy Who Dumped Me) jako Wendy
- 2018: UFO jako profesor Hendricks
- 2019: National Theatre Live: All About Eve jako Margo Channing
- 2019: The Sunlit Night jako Olyana Gregoriov
- 2021: Rudzik Rudzia (Robin Robin, krótkomerażowy, głos) jako Kot
- 2022: Bielmo (The Pale Blue Eye) jako Julia Marquis
- 2023: Cudowny chłopiec. Biały ptak (White Bird) jako Vivienne
- 2024: Mocny temat (Scoop) jako Emily Maitlis
- 2024: The Salth Path jako Raynor Winn
- 2025: Tron: Ares

Seriale i miniseriale – występy regularne
- 1993–2002, 2016, 2018: Z Archiwum X (The X-Files) jako agentka Dana Scully
- 2005: Samotnia (Bleak House, miniserial) jako lady Honoria Dedlock
- 2010: Any Human Heart (miniserial) jako księżna Windsoru Wallis Simpson
- 2011: Szkarłatny płatek i biały (The Crimson Petal and the White, miniserial) jako pani Castaway
- 2011: Moby Dick (miniserial) jako Elizabeth
- 2012: Wielkie nadzieje (Great Expectations, miniserial), jako panna Havisham
- 2013-2015: Hannibal jako dr Bedelia Du Maurier
- 2013–2016: Upadek (The Fall) jako Stella Gibson
- 2014: Stan kryzysowy (Crisis) jako Meg Fitch
- 2014–2015: Ronja – córka zbójnika (Ronja the Robber’s Daughter, głos w wersji angielskiej) jako narrator
- 2016: Wojna i pokój (War and Peace, miniserial) jako Anna Pavlovna Scherer
- 2017: Amerykańscy bogowie (American Gods) jako Media
- 2019-2023: Sex Education jako Jean Milburn
- 2020: The Crown jako Margaret Thatcher[5]
- 2022: The First Lady jako Eleanor Roosevelt
- 2025: The Abandons jako Constance Van Ness
- 2025 Trespasses (miniserial) jako Gina

Seriale – występy gościnne
- 1993: Class of '96 (1 odcinek) jako Rachel
- 1995: Eek! the Cat (1 odcinek, głos) jako agentka Scully
- 1996: ReBoot (1 odcinek, głos) jako Data Nully
- 1997: Simpsonowie (The Simpsons, 1 odcinek, głos) jako Dana Scully
- 1999: Frasier (1 odcinek, głos) jako Jenny
- 1999: Ryzykowna gra (Harsh Realm,1 odcinek – nie wymieniona w czołówce, głos) jako narratorka
- 2014: Robot Chicken (1 odcinek, głos) jako wróżka chrzestna/ Fiona/ baronowa
- 2021: Wielka (The Great, 2 odcinki) jako Joanna

Inne (wybrane)
- 1996: Hellbender (gra komputerowa, głos) jako Ship’s Computer
- 1996: Why Planes Go Down (film TV, dokumentalny) jako gospodarz programu
- 1996: Nasza fantastyczna przyszłość (Future Fantastic, serial TV, dokumentalny) jako gospodarz programu
- 1996: Spies Above (film TV, dokumentalny) jako gospodarz programu
- 1997: Extremis (teledysk, głos)
- 1998: The X-Files Game (gra komputerowa, głos) jako agentka Scully
- 2004: The X-Files: Resist or Serve (gra komputerowa, głos) jako agentka Scully
- 2020: Squadron 42 (gra komputerowa, głos) jako kapitan MacLaren

### Reżyser
- 2000: Z Archiwum X (The X-Files) – odcinek All Things
- 2014: The Departure (film krótkometrażowy)

## Teatr
- 1991: Absent Friends
- 1992: The Philanthropist
- 1999–2000: The Vagina Monologues
- 2002–2003: What the Night is For
- 2004: The Sweetest Swing in Baseball
- 2009: A Doll’s House
- 2014: A Streetcar Named Desire
- 2019: All About Eve

## Publikacje
- 2014: Nadchodzi ogień (A Vision of Fire. The EarthEnd Saga #1) (wraz z Jeffem Rovinem)
- 2015: A Dream of Ice. The EarthEnd Saga #2 (wraz z Jeffem Rovinem)
- 2016: The Sound of Seas. The EarthEnd Saga #3 (wraz z Jeffem Rovinem)
- 2017: WE: A Manifesto for Women Everywhere (wraz z Jennifer Nadel)
- 2024: Want

## Nagrody
- Złoty Glob Najlepsza aktorka w serialu dramatycznym: 1997 Z archiwum X, Najlepsza aktorka drugoplanowa w serialu dramatycznym: 2021 The Crown
- Nagroda Emmy Najlepsza aktorka w serialu dramatycznym: 1997 Z archiwum X, Najlepsza aktorka drugoplanowa w serialu dramatycznym: 2021 The Crown